# Università di Sherbrooke
L'Università di Sherbrooke (Université de Sherbrooke) è un'università di lingua francese in Québec, in Canada, con campus situati in Sherbrooke e Longueuil, un sobborgo di Montreal circa 130 km (81 mi) a ovest di Sherbrooke. È una delle due università della Estrie regione del Quebec e l'unica lingua francese università della regione.
Nel 2007, l'Università di Sherbrooke ospitava 40.000 studenti e uno staff docente di 3.200. In tutto, impiega 6.400 persone. L'università ha oltre 100.000 laureati e offre 46 studi universitari, 48 master e 27 dottorato. Detiene un totale di 61 cattedre di ricerca, tra cui le cattedre farmacologia, microelettronica, apprendimento statistico e ricerca ambientale.

## Campus
L'Università di Sherbrooke ha cinque campus:
- Il principale campus di Sherbrooke
- The Sherbrooke Health Campus
- Il campus di Longueuil
- The Joint Campus in Saguenay
- The Joint Campus a Moncton

## Storia
L'Università di Sherbrooke è stata fondata nel 1954 come un'università cattolica di lingua francese in una regione che era prevalentemente di lingua inglese. Inizialmente c'era una componente religiosa nelle attività pedagogica, ma alla fine degli anni '60 il numero di sacerdoti che lavoravano per l'università era notevolmente diminuito. Nel 1975, la nomina di un laico come Rettore segnò la fine dell'attività religiosa nell'istituzione. Il Dipartimento di Teologia è ancora ufficialmente cattolico romano, il solo in Quebec al riguardo.
Le armi, i sostenitori, la bandiera e il distintivo dell'Università di Sherbrooke sono stati registrati presso Canadian Heraldic Authority il 15 gennaio 2004. Stemma e sostenitori dell'Université de Sherbrooke sono stati registrati presso l'Autorità araldica canadese il 20 aprile 2007. Il motto della scuola è Veritatem in Charitate ("La verità attraverso la carità").
Nel 2006, l'università ha aperto una filiale della sua struttura medica nel campus di UQAC, dove i suoi studenti si iscrivono a corsi non medici. Il numero di studenti che frequentano l'Università di Sherbrooke continua ad aumentare e l'università ha collaborato con la città di Sherbrooke per rispondere all'aumento. Le attività all'Università di Sherbrooke sono principalmente incentrate sull'insegnamento e sulla ricerca.

## Rettori
- 2017 - presente: Pierre Cossette
- 2009–2017: Luce Samoisette[3]
- 2001–2009: Bruno-Marie Béchard Marinier
- 1993–2001: Pierre Reid
- 1985–1993: Aldée Cabana
- 1981–1985: Claude Hamel
- 1975–1981: Yves Martin
- 1965-1975: mons. Roger Maltais
- 1955–1965: mons. Irénée pinard
- 1954–1955: mons. Maurice Vincent

## Istituzioni

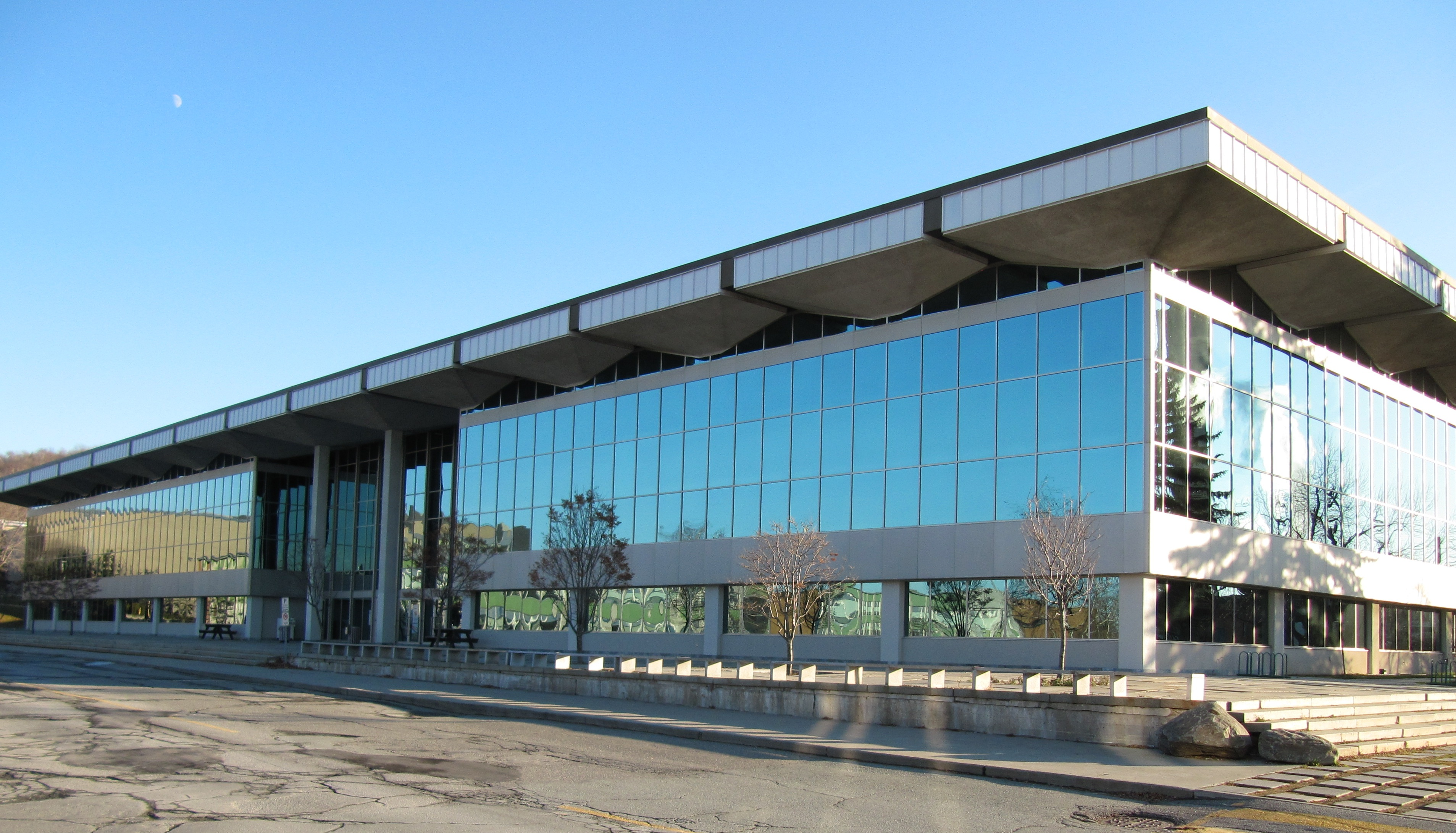
George-Cabana Pavilion

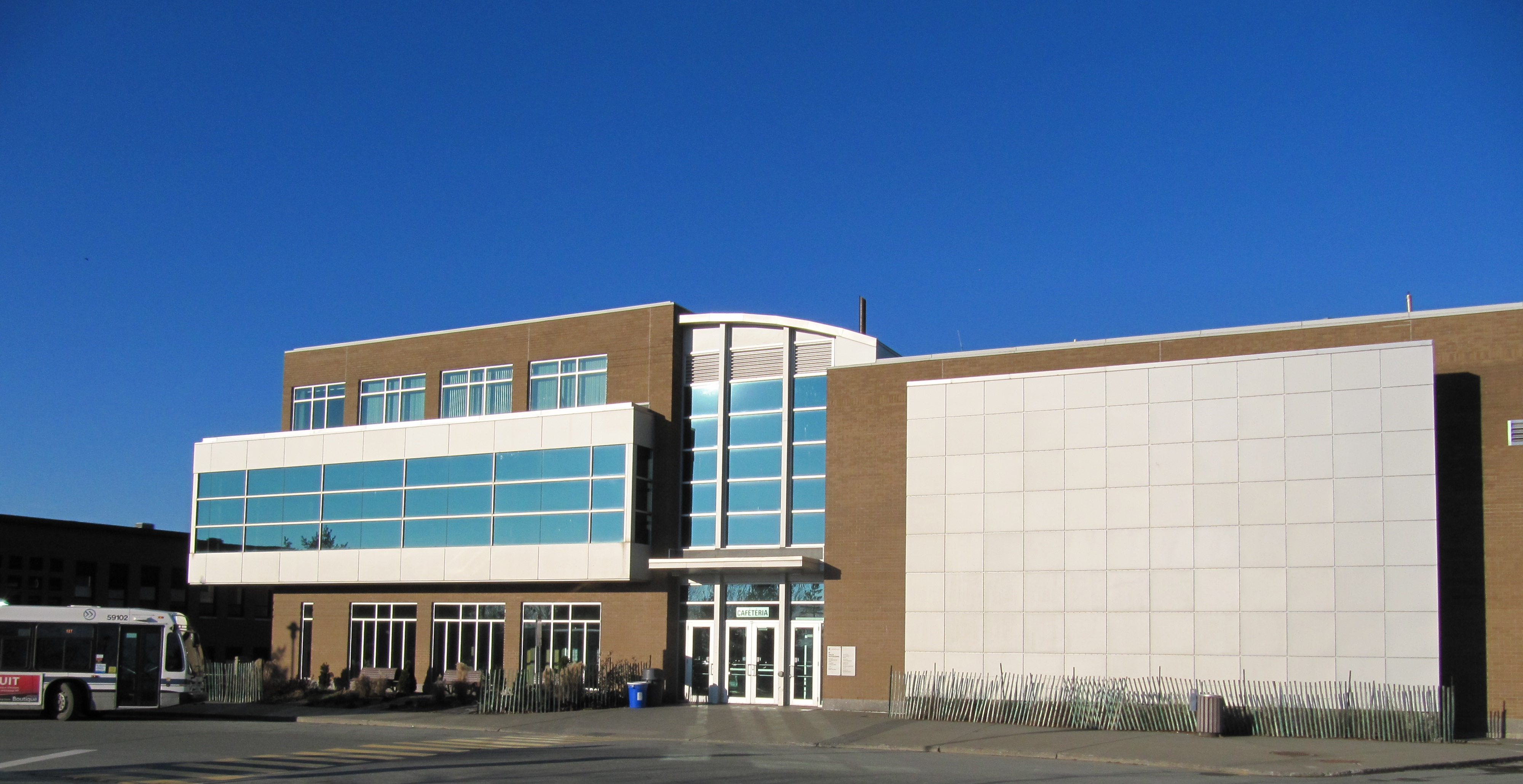
Padiglione multifunzionale

L'Università di Sherbrooke è composta dalle seguenti facoltà:
1. Facoltà di amministrazione
2. Facoltà di Scienze della Formazione
3. Facoltà di Ingegneria
4. Facoltà di Giurisprudenza
5. Facoltà di lettere e scienze umane
6. Facoltà di Medicina e Scienze della salute
7. Facoltà di sport e educazione fisica
8. Facoltà di Scienze
9. Facoltà di Teologia, Etica e Filosofia

Il campus principale di Sherbrooke comprende:
- Amministrazione
- Servizi di supporto
- La maggior parte delle facoltà
- The George-Cabana Pavilion (padiglione centrale)
- Il padiglione multifunzionale
- The Univestrie Pavilion (centro sportivo)
- Il centro culturale e il teatro Maurice-O'Bready
- The Humanities Library
- Biblioteca delle pubblicazioni di legge e governative
- La biblioteca musicale
- La biblioteca di scienze e ingegneria
- Il centro di documentazione
- Il centro Anne-Hébert
- Il Centro risorse pedagogiche
- Jean-Marie Ro